# Компрессорный (платформа)
Компре́ссорный — транспортно-пересадочный узел Казанского отделения Горьковской железной дороги в Советском районе города Казани на перегоне Ометьево - Дербышки южного внутригородского хода казанских электропоездов.
Платформа расположена рядом с Казанским компрессорным заводом, от которого получила название. Неподалёку от платформы находится Казанская Государственная Академия Ветеринарной Медицины имени Н. Э. Баумана, а также оздоровительный санаторий «Ливадия». 13 октября 2022 года на месте платформы Компрессорный был открыт новый Транспортно-Пересадочный узел

## История и перспективы
Платформа и округа имеют дурную славу в связи с многочисленными случаями гибели переходящих пути людей, поэтому в 2012 году был построен подземный переход под путями с выходом на автобусную остановку.
Планируется, что платформа будет являться частью кольцевого городского железнодорожного сообщения в Казани.
13 октября 2022 года состоялось торжественное открытие транспортно-пересадочного узла Компрессорный. В мероприятии приняли участие премьер-министр Республики Татарстан Алексей Песошин, министр транспорта и дорожного хозяйства республики Фарит Ханифов и начальник Горьковской железной дороги – филиала ОАО «РЖД» Сергей Дорофеевский.
Строительство транспортно-пересадочного узла Компрессорный реализовано на паритетных началах ОАО «РЖД» совместно с Республикой Татарстан. В рамках проекта было построено новое здание ТПУ и павильона автоматизированной системы оплаты, контроля и учёта проезда в пригородных электропоездах, произведена частичная реконструкция пассажирских платформ.
В новом здании ТПУ расположены зал ожидания и кассы для оформления билетов на пригородные поезда и автобусы. Работает система информирования пассажиров, ведется мониторинг температурного режима, установлены системы вентиляции и кондиционирования. На прилегающей к зданию территории организована парковка. 
Также планируется, что в состав ТПУ войдут перспективные Северо-восточный автовокзал и одноимённая станция второй линии Казанского метрополитена.

## Галерея
| Электропоезд ЭР9Е-643 на пл. Компрессорный | платформа Компрессорный, 2012 г. | Информационное табло     |
| ------------------------------------------ | -------------------------------- | ------------------------ |
| Электропоезд ЭР9Е-643 на пл. Компрессорный | Платформа Компрессорный, 2012 г. | Внутри_ТПУ_Компрессорный |